# 北果阿縣

北果阿縣在果阿邦的位置

北果阿縣是印度果阿邦的一個縣，位於該國西部，面積1,736平方公里，每年平均降雨量2,932毫米，2011年人口817,761，人口密度每平方公里471人。

## 外部連結
- North Goa District Website（页面存档备份，存于）